# 1990 FG
1990 FG är en asteroid i huvudbältet som upptäcktes den 23 mars 1990 av den amerikanska astronomen Eleanor F. Helin vid Palomarobservatoriet.